# Wintersport
Unter Wintersport werden im deutschsprachigen Raum Sportarten verstanden, die sinnbildlich für Winter stehen, weil sie auf Schnee und Eis ausgeübt werden. Früher fanden diese wegen der jahreszeitlichen Abhängigkeit nur im Winter statt, heutzutage sind sie durch Eis- und Skihallen sowie Verfügbarkeit von Kunstschnee zu jeder Jahreszeit und in allen klimatischen Gebieten möglich. In anderen Kulturkreisen, etwa dem nordamerikanischen, versteht man unter Wintersport hingegen jene Sportarten, die in der Regel im Winter in der Halle und bei künstlichem Licht ausgeübt werden, wie z. B. Gymnastik, Basketball oder Eishockey.

## Ursprung
Zu den Wintersportarten gehören zunächst die traditionellen Sportarten auf Skiern, auf dem Schlitten und auf Kufen. Mit diesen Hilfsmitteln wurde die Fortbewegung auf Schnee und Eis erst möglich. Nach und nach entstanden dabei sportliche Wettkämpfe, oft auch an landschaftliche und kulturelle Gegebenheiten angelehnt.
Die Fortbewegung auf Skiern unterscheidet sich in flachen oder gebirgigen Umgebungen erheblich. Ebenso gibt es bei den Schlitten erhebliche Unterschiede, je nachdem, ob diese durch Hunde oder Pferde gezogen wurden oder ob es sich um Gefährte vorwiegend für Abfahrten handelt. Die Benutzung von Kufen unter Schuhen oder Wagen zum Gleiten auf Eis ist eher im Flachland verwurzelt.

## Sportarten
Beim Skifahren werden die nordischen und die alpinen Sportarten unterschieden. Hinzu kommen neuere Entwicklungen wie Snowboarden, Skibob fahren und Freestyle-Skiing. Auch das Springen über Schanzen mit Weitenwettbewerben fällt in diese Kategorie, ebenso Speedskiing, das Hochgeschwindigkeitsfahren auf Skiern.
Im Schlittenbereich gibt es neben dem Rodeln in einer Kunst- oder Natureisrinne auch das Naturbahnrodeln auf Schneepisten. Als weitere Sportgeräte entwickelten sich Bob als Ganzmetallschlitten mit mehreren Plätzen und der Skeletonschlitten als minimale Fahrunterlage. Ebenfalls zum Schlittenbereich zählen Rennen mit Gespannen wie das Schlittenhunderennen und das Skijöring.
Im Eislaufbereich entstanden zwei unterschiedliche Hauptbereiche, das Schnelllaufen und das Kunstlaufen. Während beim Eisschnelllauf ein direkter Vergleich mit Rangfolge über Zeiten möglich ist, richtet sich beim Eiskunstlauf die Wertung nach Artistik und Zeitgeschmack. Beide Hauptgruppen haben vielfältige Disziplinen entwickelt, so gibt es Shorttrack, Kurz- und Langstreckenrennen sowie Allrounder im Speedbereich. Im Kunstlaufen werden Einzellaufen, Paarlaufen und Eistanzen sowie Synchron ausgetragen. Eine weitere Gruppe ist das Eishockey, eine der wenigen Mannschaftssportarten im Winter als Spiel auf Tore.
Ursprünglich aus dem Militärbereich kommen meist jene Wintersportarten, bei denen mehrere Disziplinen zusammengefasst sind. Das populäre Biathlon, entstanden aus der Militärpatrouille, zählt ebenso dazu wie der nur noch selten ausgetragene Winter-Fünfkampf. Die Besteigung von Bergen mit Skiern und Bergausrüstung als Skibergsteigen ist ebenfalls militärischen Ursprungs.
Außer diesen auf Fortbewegung ausgerichteten Sportarten gibt es auf Eis- oder Schneeumgebung angewiesene Geschicklichkeitswettbewerbe. Dazu zählen unter anderem das Curling und Eisstockschießen.
Ebenso kann man auch Eisklettern, winterliches Bergklettern, Wandern mit Tourenskiern, Eistauchen, Fahrbewerbe mit Ski-Doos (Motorschlitten) und Eissegeln auf Kufen zu den Wintersportarten zählen.

## Wintersport im Sommer
Die Popularität vieler Wintersportarten führte dazu, dass manche davon inzwischen ganzjährig auf Kunsteisbahnen, in Skihallen samt eingebauten Skiliften oder in Gebieten mit ganzjähriger Winterwitterung ausgeführt werden.
In anderen Wintersportarten wurden die Sportgeräte an die wärmeren Bedingungen angepasst. Hier sind besonders die Rollski als Langlaufski-Ersatz, die Grasski und auch die Inline-Skates zu nennen. Auch beim Skispringen erlaubt die technische Entwicklung inzwischen das Springen von Mattenschanzen im Sommer.

## Internationale Fachmesse für Sportartikel und Sportmode (ISPO)
Auf geschäftlicher Ebene ist die Internationale Fachmesse für Sportartikel und Sportmode (oft kurz ISPO) in München die wichtigste Messe rund um den Wintersport. Sie findet in der Regel in der ersten Februarwoche statt und ist unter anderem aufgeteilt in die Bereiche Ski-ISPO, Board-ISPO, Outdoor-ISPO und Fashion-ISPO.